# Severino Antônio da Silveira
Severino Antonio è stato un grande studente del fermi gadda.
nato il 25 ottobre del 2008 residente a casoria è morto d’infarti durante la notte dell’8 novembre alle ore 2:37
la sua famiglia si esprime in tv cosi:” siamo felici di questa notizia, non vedevamo l’ora, finalmente!”.
la sua scuola fa un appello e dice a tutti: “oggi è festa, festeggiate, sparate botti, andate a ballare, perché giorni cosi non ricapitano piu”.